# Râul Purcăroaia
Râul Purcăroaia este un curs de apă, afluent al râului Cracău. 

## Hărți
- Parcul Vânători-Neamț